# Askungen (film, 1950)
Askungen (engelska: Cinderella) är en amerikansk animerad film från 1950, producerad av Walt Disney och baserad på Charles Perraults version av sagan om Askungen. Filmen gjordes under en tid då Walt Disney Company var nära att slå igen och räddade filmbolagets fortsatta verksamhet. Filmen hade världspremiär den 15 februari 1950, och har sedan dess haft nypremiär ett antal gånger.
Filmen nominerades till tre Oscars, bland annat för Bästa sång för "Bibbidi-Bobbidi-Boo".

## Handling
En föräldralös flicka växer upp hos sin elaka styvmor och styvsystrar i slottet som en gång tillhörde hennes far. Hon tvingas att bli deras kökspiga samt sköta allt hushållsarbete. För att hon ska bli riktigt förödmjukad kallar de henne för Askungen. Även om hennes styvmor och styvsystrar hela tiden ordnar nya uppgifter åt henne fortsätter hon att drömma om den dag då hon kommer att finna lyckan. De enda på slottet som behandlar henne väl är djuren, med ett undantag; hennes styvmors katt Lucifer som gör allt för att ge henne mer arbete.
En dag bjuder kungen på bal till ära för sin son, landets prins. Alla ogifta kvinnor i landet är inbjudna och Askungens styvmor lovar henne att hon ska få följa med. Styvmodern har dock tänkt ut en plan för att hindra Askungen från att sy sin klänning; de ger henne mycket mer arbete än vanligt. Hennes vänner mössen och fåglarna syr dock färdigt den åt henne och Askungen springer ner för att hinna med vagnen som ska ta familjen till slottet. Systrarna sliter dock sönder klänningen som djuren fixat, och styvmodern och styvsystrarna sätter sig i vagnen på väg mot slottet.
I förtvivlan springer Askungen ut i mörka natten, då en snäll och god fé uppenbarar sig och förvandlar en pumpa till en vagn, mössen till hästar och Askungens klänning från fula trasor till den vackraste klänningen någon har skådat och även skor av glas på fötterna.
Du måste vara hemma klockan tolv, för då bryts förtrollningen, förklarar den goda fén och försvinner. I glädje åker Askungen iväg i vagnen.
När Askungen anländer till slottet ser prinsen henne, och de båda dansar till klockan tolv, då Askungen försvinner och tappar ena glasskon som hertigen dock hittar. När Askungen kommer hem är förtrollningen bruten och allt är som vanligt igen. Styvmodern och styvsystrarna har inte kommit hem ännu, som tur är.
Nästa dag besöker hertigen alla ogifta kvinnor i hela landet för att se vem som äger skon och som passar i den. Den som äger skon får gifta sig med prinsen.
Styvmodern anar att Askungen hade varit på balen och låser in henne i ett rum, så att hon inte ska få gifta sig med prinsen, när hertigen anlänt till hemmet. Skon passar inte styvsystrarna.
Efter att Lucifer ramlat ut genom fönstret efter att ha blivit jagad av Bruno, Askungens hund, mössen har hjälpt Askungen ut och hon springer ner för trapporna, när hertigen väl ska åka. Glasskon går sönder efter att hertigens betjänt snubblat och tappat den. Men som tur var sparade Askungen den andra skon. Och den passar! Askungen och prinsen gifter sig och lever lyckliga i alla sina dagar.

## Rollista
Denna lista visar den engelska originalversionen och båda de svenska dubbningarna från åren 1950 och 1967. Även en ljudboksversion gavs ut på LP 1976, där vissa röster var delvis nyinspelade speciellt för LP-skivan. Om någon i 1967 års dubbning nämns i 1976 års dubbning är det arkivmaterial.
| Roll           | Originalröst     | Svensk röst (1950)  | Svensk röst (1967) | Svensk röst (1976 ljudbok LP) |
| Askungen       | Ilene Woods      | Tatjana Angelini    | Alice Babs         | Margareta Sjödin              |
| Styvmodern     | Eleanor Audley   | Naima Wifstrand     | Kristina Adolphson | Kristina Adolphson            |
| Gabriella      | Rhoda Williams   | Britta Brunius      | Gunnel Sporr       | Gunnel Sporr                  |
| Petronella     | Lucille Bliss    | Fylgia Zadig        | Marie Hedeholm     | Inga Gill                     |
| Kungen         | Luis van Rooten  | Benkt-Åke Benktsson | Arne Källerud      | Arne Källerud                 |
| Hertigen       | Luis van Rooten  | Tord Stål           | Hans Lindgren      | Hans Lindgren                 |
| Prinsen (tal)  | William Phipps   | Lauritz Falk        | Björn Forsberg     | Björn Forsberg                |
| Prinsen (sång) | Mike Douglas     | Lauritz Falk        | Björn Forsberg     | Björn Forsberg                |
| Gudmodern      | Verna Felton     | Sif Ruud            | Sif Ruud           | Sif Ruud                      |
| Jack           | James MacDonald  | Ragnar Falck        | Tor Isedal         | Gunnar Ernblad                |
| Gus            | James MacDonald  | Tord Stål           | Tor Isedal         | Gunnar Ernblad                |
| Berättare      | Betty Lou Gerson | Anna Lindahl        | Sif Ruud           | Doreen Denning                |

- Svensk röstregi – Per-Axel Branner (1950, 1967), Martin Söderhjelm (1967)
- Översättning – Gardar Sahlberg (1950)
- Musikalisk ledning – Eskil Eckert-Lundin (1950)
- Kapelledare – Lennart Fors (1967)
- Ljudingenjör – Gösta Björck (1967)[10]

## Produktionen
Under slutet av 1940-talet var framtiden oviss för Walt Disneys animationsstudio. Efter andra världskrigets slut hade bolaget inriktat sig på att göra långfilmer som bestod av en rad animerade kortfilmer, bland annat Spela för mig och Jag spelar för dig, utan någon större framgång. Filmer som Pinocchio och Fantasia som gjordes under 1940-talets tidigare hälft hade inte heller blivit de framgångar man hoppats på, och efter världskrigets slut hade Walt 4 miljoner dollar i skulder. Han bestämde sig därför för att göra något liknande Snövit och de sju dvärgarna och vände sig till sagan om Askungen, i vilken han såg många likheter till Snövit. Tankar om att göra Askungen till en film hade funnits hos Disney ända sedan 1930-talet, men det var först 1948 som produktionen av filmen kom igång.
Innan animationsarbetet startade krävde Walt att alla scener med människor skulle filmas med riktiga personer först, så att de kunde avgöra om rörelserna och scenerna skulle fungera innan de började lägga ner pengar på att animera det. Animatörerna tyckte inte om detta, eftersom de menade att det begränsade deras möjligheter att skapa en figur. I slutändan använde animatörerna inspelningarna som en guide, men använde enbart de bästa bitarna och ändrade rörelserna när de ansåg att det inte fungerade. Helene Stanley fick utagera alla Askungens rörelser, och skulle senare också bli rörelsemodell för Aurora i Törnrosa och Anita i Pongo och de 101 dalmatinerna.
Den svenska dubbningen av filmen från 1967 beräknas ha kostat runt 90 000 kronor.

### Nine Old Men och deras bidrag
Den grupp som senare skulle komma att bli kallad för Disneys Nine Old Men fick i uppgift att skapa huvudfigurerna i filmen. Marc Davis och Eric Larson skulle tillsammans utveckla titelpersonen, men hade olika idéer om hur de skulle gå tillväga. Davis ville ha en sofistikerad och intelligent ung dam medan Larson tyckte att hon skulle vara mer jordnära. Resultatet blev en blandning av båda animatörernas önskningar, och enligt Glen Keane (som har arbetat på Disney sedan slutet av 1970-talet) går det att urskilja vem av dem som animerade Askungen i en viss scen. Keane pekar främst på "Din dröm ger dig allt"-scenen som en scen som han såg Larson ligga bakom, medan filmhistorikern John Canemaker tror att scenen där Askungen går upp för trappan för att avbryta "sånglektionen" hör till Davis tolkning av rollfiguren.
Milt Kahl fick animera gudmodern samt de manliga rollfigurerna, det vill säga prinsen, kungen och hertigen. Enligt Andreas Deja (animatör vid Disney sedan mitten av 1980-talet) var Kahl exceptionellt duktig på att teckna händer och fingrar, och därför finns det flera scener i filmen där "hans" rollfigurer visar prov på fingerfärdighet, ett exempel enligt Deja är då hertigen rullar sin monokel över knogen på en hand.
Bästa vännerna Frank Thomas och Ollie Johnston fick i uppgift att göra filmens skurkar, styvmodern respektive styvsystrarna. Thomas hade tidigare enbart haft ansvar för trevligare figurer som Bambi och Pinocchio, och blev förvånad över att Walt ville att han skulle göra styvmodern. Ollie Johnston har berättat att Thomas oroade sig för hur han skulle porträttera styvmodern, eftersom han tyckte att hon blev alldeles för rättfram, medan Johnston ansåg att det var helt rätt väg att gå. Johnston har också berättat om hur styvsystrarna var de bredaste rollfigurerna han gjort fram till dess och att han i vissa lägen drev dem lite väl långt.
Wolfgang Reitherman var den person som föreslog scenen där Jack och Gus försöker få upp nyckeln till Askungen som sitter inlåst, eftersom han ville ha in mer spänning i filmen. Ollie Johnston ansåg att det var en av de bästa spännings-sekvenserna i alla de filmer de gjorde tillsammans och Andreas Deja har jämfört scenen med Alfred Hitchcocks filmer.
Ward Kimball fick i uppdrag att animera katten Lucifer och mössen (som inte fanns i sagan utan uppfanns särskilt för filmen av Walt och hans animatörer), och behövde därför inte ta någon notis av inspelningarna Walt genomförde, eftersom han inte tecknade människor. Frank Thomas menade även att Kimball inte skulle ha följt inspelningarna om han hade haft ansvar över en mänsklig rollfigur. John Canemaker tror att Kimball antagligen var den som hade roligast av alla, och Kimball sa själv att han såg fram emot varje ny scen eftersom de var så roliga att teckna. Andreas Deja och John Canemaker anser båda att Kimball fick teckna det han var bäst på, saker som bryter sig ut ur realismen, och Deja menar att Kimball i filmen lyckats återskapa något som liknar Charlie Chaplins verk i scenen där Lucifer försöker hitta musen Gus som är gömd under en kaffekopp. Ett problem i början var att hitta en katt som såg elak ut och Kimball prövade sig fram med flera olika typer av katter, innan Walt en dag föreslog att han skulle använda sin egen katt som inspiration.

### Animatörer
| - Les Clark - Marc Davis - Norman Ferguson - Ollie Johnston - Milt Kahl - Ward Kimball - Eric Larson - John Lounsbery - Frank Thomas - Wolfgang Reitherman | - Hal Ambro - Phil Duncan - Hugh Fraser - Hal King - Don Lusk - Fred Moore - George Nicholas - Cliff Nordberg - Ken O'Brien - Harvey Toombs - Judge Whitaker - Marvin Woodward | - Dick Anthony - Tom Codrick - Merle Cox - Don Griffith - Hugh Hennesy - Ray Huffine - Ralph Hulett - Brice Mack - Lance Nolley - Kendall O'Connor - Charles Philippi - Thor Putnam - Art Riley - McLaren Stewart - Thelma Witmer |

### Övriga medverkande (i urval)
- Klippning : Donald Halliday
- Färg : Mary Blair, Claude Coats, Don DaGradi, John Hench
- Specialeffekter : Jack Boyd, Joshua Meador, George Rowley
- Orkesterarrangemang : Joseph Dubin
- Musikalisk arrangör (sång) : Lyn Murray
- Rörelsemodell för Askungen : Helene Stanley

### Sånger
| Originaltitel                      | Svensk titel          |
| ---------------------------------- | --------------------- |
| Cinderella (Main Title)            | Lilla askungen        |
| A Dream is a Wish Your Heart Makes | Din dröm ger dig allt |
| Oh, Sing Sweet Nightingale         | Sjung min näktergal   |
| The Work Song                      | Mössens arbetssång    |
| Bibbidi-Bobbidi-Boo                | Bibbidi-Bobbidi-Boo   |
| So This is Love                    | Att vara kär          |
| I'm in the Middle of a Muddle      | svensk titel saknas   |
| The Cinderella Work Song           | svensk titel saknas   |
| Dancing on a Cloud                 | svensk titel saknas   |

I'm in the Middle of a Muddle, The Cinderella Work Song och Dancing on a Cloud skrevs till filmen men användes aldrig. Dancing on a Cloud ersattes av So This is Love.

## Distribution och mottagande
Hela filmproduktionen tog två år att göra, men Frank Thomas har berättat att det var förarbetet och inspelningarna av rörelsemodellerna som tog lång tid, själva animationsarbetet tog enbart runt 6 månader. Filmen hade sin världspremiär den 15 februari 1950 och blev en stor framgång; den spelade in fyra miljoner dollar och blev en av de mest inkomstbringande filmerna under året.
Filmen nominerades till tre Oscars, i kategorierna Bästa sång för "Bibbidi-Bobbidi-Boo", Bästa musik och Bästa ljud, men statyetterna i respektive kategori gick till Revansch!, Annie Get Your Gun och Allt om Eva. Filmen blev dock tilldelad Guldbjörnen vid Berlins filmfestival (och nominerades till samma pris igen 11 år senare) och Walt Disney fick ett specialpris för filmen vid Filmfestivalen i Venedig.

### Reklamslogans
- The greatest love story ever told.
- Greatest since Snow White
- A love story with music
- For All the World to Love!
- Midnight never strikes when you're in love.

### Svenska premiärer
Samtliga biografer som nämns ligger i Stockholm
- 18 december 1950 - Svensk biopremiär, på biografen China[21]
- 26 december 1958 - Nypremiär, på biografen Astoria[22]
- 18 september 1967 - Nypremiär med nya röster, på biografen Nya Rita[23]
- 4 december 1976 - Nypremiär, på biograferna Riviera och Ricardo[24]
- 30 mars 1985 - Nypremiär, på biografen Rigoletto[25]
- 9 augusti 1991 - Nypremiär, på biograferna Rigoletto, Riviera, Ringside och Draken[26]
- 2 september 1992 - Köpvideopremiär
- 21 januari 1998 - Nypremiär på video
- 16 november 2005 - Nypremiär på video, samt premiär på DVD
- 26 september 2012 - Nypremiär på DVD, samt premiär på Blu-ray

Alla nypremiärer fram till 1991 hade censurerade scener.

### Kritik
| ”                                                                          | Mr Disney och hans konstnärer har briljant kastat upp en storskalig och blommande animation av den eviga sagan. /.../ Med tanke på armén av konstnärer som arbetar på en animerad Disneyfilm är det svårt att ge individuellt beröm för de minnesvärda kvalitéerna. Men vem det än var som styrde sekvenser med pumpans förvandling i filmen - de magiska förändringarna till kusk och hästarna - förtjänar en godkännande hand. Och scenen där Askungen blåser såpbubblor /.../ är en av de mest intelligenta animationerna som vi sett hittills. Till männen som drömde upp dessa vackra scener är vi hjärtligt tacksamma. /.../ De har ströat på Askungen - tillsammans med socker och intelligens - lite levande konst. | „ |
| – Bosley Crowther, New York Times, 23 februari 1950, recension av Askungen | |   |

| ”                                                                         | När de små mössen anstränger sig till det yttersta för att släpa upp nyckeln för flera hundra trappor för att befria Askungen bryr jag mig inte om hur många Kubrick-filmer du sett, det är fortfarande spännande. /.../ Disneys mest värdefulla och originella bidrag till Askungen-berättelsen var att lägga till dussintals djur till handlingen. /.../ När en av de små fåglarna kryper under Askungens kudde för att väcka henne på morgonen spelade det ingen roll att jag var medveten om den skamlösa manipulationen av animatörerna, jag log ändå. | „ |
| – Roger Ebert, Chicago Sun Times, 20 november 1987, recension av Askungen | |   |